# Francisco Leal Rodríguez
Francisco Paco Leal Rodríguez, deportivamente conocido como Paco Leal (Osuna, provincia de Sevilla, 23 de julio de 1964) es un exjugador y exentrenador de fútbol español. Jugaba como guardameta y ganó en dos ocasiones el Trofeo Zamora de Segunda División.
Hasta mediados de octubre de 2010 fue el entrenador de porteros del Sevilla FC.

## Trayectoria
Paco Leal se formó en el fútbol base del Sevilla FC. Llegó a defender la portería del filial hispalense, pero no debutó con el primer equipo.
Luego jugó en varios equipos andaluces de Segunda, Segunda B y Tercera División, como el Recreativo de Huelva, el UD Melilla, el Lorca Deportiva o el Atlético Marbella.
Vivió los años dorados del club marbellí, que logró tres ascensos consecutivos, pasando de Tercera División a Segunda y quedando a las puertas de la Primera División la temporada 1992/93.
Tras esa brillante campaña, fichó por otro equipo de la categoría de plata, el CP Mérida. La temporada 1994/95 logró el Trofeo Zamora como el portero menos goleado de Segunda División, siendo de este modo uno de los puntales del equipo emeritense que logró el ascenso, por primera vez en su historia, a la máxima categoría de la liga española.
Paco Leal ha pasado a la historia por el ser el portero titular del CP Mérida en su estreno en Primera División, siendo también el debut del futbolista en la máxima categoría. Leal fue titular durante toda la temporada, pero el paso de los extremeños por la élite sólo duró un año.
La siguiente temporada el Mérida logró recuperar la categoría perdida, proclamándose de nuevo campeón de Segunda División. Pese al ascenso, el fichaje de Navarro Montoya para la temporada 1997/98 le abrió las puertas a Leal, que se marchó para seguir jugando en Segunda en al Deportivo Alavés.
A pesar de su veteranía, la imbatibilidad de Leal -que le valió un nuevo Trofeo Zamora- volvió a ser clave para que su equipo lograse el ascenso a Primera División, categoría que los alaveses no visitaban desde hacía 42 años.
Este nuevo éxito le abrió las puertas del club de su vida, el Sevilla FC, por entonces en Segunda División. Con los hispalenses jugó sólo un año, el último de su carrera deportiva. Alternó la portería con Monchi y logró el anhelado regreso a Primera División. Para Leal supuso el tercer ascenso consecutivo y el séptimo ascenso de su carrera.
Tras colgar las botas, el verano de 1999, pasó a formar parte del cuerpo técnico del Sevilla FC como entrenador de porteros hasta la temporada 2010/11.
En la temporada 2011/12 pasó a ser entrenador del Dos Hermanas CF.

## Clubes
| Club                 | País   | Año       |
| -------------------- | ------ | --------- |
| Sevilla Atlético     | España | 1983-1985 |
| Recreativo de Huelva | España | 1985-1986 |
| Lorca Deportiva      | España | 1986-1987 |
| UD Melilla           | España | 1987-1988 |
| Atlético Marbella    | España | 1988-1989 |
| AD Ceuta             | España | 1989-1990 |
| Atlético Marbella    | España | 1990-1993 |
| CP Mérida            | España | 1993-1997 |
| Deportivo Alavés     | España | 1997-1998 |
| Sevilla FC           | España | 1998-1999 |

## Palmarés

### Campeonatos nacionales
| Título                   | Club             | País   | Año  |
| ------------------------ | ---------------- | ------ | ---- |
| Liga de Segunda División | CP Mérida        | España | 1995 |
| Liga de Segunda División | CP Mérida        | España | 1997 |
| Liga de Segunda División | Deportivo Alavés | España | 1998 |

### Distinciones individuales
| Distinción                        | Año  |
| --------------------------------- | ---- |
| Trofeo Zamora de Segunda División | 1995 |
| Trofeo Zamora de Segunda División | 1998 |